# Darío Ruiz Gómez
Darío Ruiz Gómez (n. Anorí, 14 de diciembre de 1936) es un escritor, periodista, teórico del arte y el urbanismo, crítico literario y poeta colombiano. Se ha desempeñado además como profesor universitario y columnista del periódico El Mundo (Colombia). Su obra enlaza profundamente con la memoria colectiva de los años 70, 80 y 90 que en su país, fueron particularmente dramáticos. Ensayos, artículos de prensa y pronunciamientos públicos suyos han demostrado siempre especial agudeza conceptual en torno a los problemas de la identidad cultural, las manifestaciones del arte contemporáneo y la visión que, como intelectual, los conflictos sociales le suscitan. Ha publicado novela, colecciones, de cuento, libros de ensayo y poesía así como ensayos sobre arte, urbanismo y crítica literaria en revistas especializadas de Colombia y el exterior.

## Obras
Colecciones de cuento
- Para que no se olvide su nombre, 1966
- La ternura que tengo para vos, 1972
- Para decirle adiós a mamá, 1983
- En tierra de paganos, 1991
- Sombra de rosa y vino, 1997
- Entre muros: antología personal, 2011
- Cuentos de la estación Villa, 2014
- Seis historias de Madrid, 2017

Poesía
- Señales en el techo de la casa 1974
- Geografía, 1977
- A la sombra del ángel, 1990
- Lugares: la soledad de la madre, 1996
- La muchacha de la leyenda, 2001

Crítica, ensayo y no ficción
- De la razón a la soledad, 1977
- Proceso de la cultura en Antioquia, 1989
- Cajón de sastre, 1993
- Tarea crítica sobre la ciudad y la arquitectura, 1997
- Trabajo de lector, 2003
- Medellín: diario de ciudad, 2005
- Literatura, historia y circunstancia, 2007
- Mirada de ciudad, 2016

Novela
- Hojas en el patio, 1978
- En voz baja, 1999
- Crímenes municipales, 2009
- Las sombras, 2014